# Dorcadion demokidovi
Dorcadion demokidovi är en skalbaggsart som beskrevs av Suvorov 1916. Dorcadion demokidovi ingår i släktet Dorcadion och familjen långhorningar. Inga underarter finns listade i Catalogue of Life.